# Hebius miyajimae
Espèce
Synonymes
- Natrix miyajimae Maki, 1931
- Amphiesma miyajimae (Maki, 1931)

Statut de conservation UICN

 VU B1ab(iii,v) : Vulnérable
Hebius miyajimae est une espèce de serpents de la famille des Natricidae. 

## Répartition
Cette espèce est endémique de Taïwan,.

## Publication originale
- Maki, 1931 : Monograph of the Snakes of Japan. Dai-ichi Shobo, Tokyo, vol. 1, no 7, p. 1-240.